# Мінц Олександр Львович
Мінц Олександр Львович (нар. 27 грудня 1894 (8 січня 1895) — 29 грудня 1974) — радянський вчений у галузі радіотехніки і фізики, академік АН СРСР (з 1958), Герой Соціалістичної Праці (1956).

## Біографія
Народився 27 грудня 1894 (8 січня 1895) року в місті Ростов-на-Дону в родині крупного підприємця, власника фабрики. Єврей. У 1913 році з відзнакою закінчив 2-у Ростовську гімназію.
У 1918 році закінчив фізико-математичний факультет Донського університету.
У 1920 році вступив до лав РСЧА. Учасник громадянської війни в Росії. Воював у складі 1-ї кінної армії.
З 1921 року — начальник радіофакультету та завідувач радіолабораторією Вищої військової школи зв'язку РСЧА (м. Москва). Під його керівництвом розроблено лампову радіостанцію АЛМ, прийняту на озброєння РСЧА у 1922 році.
З 1923 року — начальник науково-дослідного інституту зв'язку (НДІЗ) РСЧА. Здійснив перші спроби передачі радіотрансляції передач, концертів, урочистих заходів, серед яких трансляція похорон В. І. Леніна з Красної площі у 1924 році. Одночасно з 1924 року керував будівництвом дослідної радіотелефонної станції в Сокольниках.
У 1928 році звільнився в запас. Очолював Бюро потужного радіобудування в Ленінграді. У 1930 році на базі бюро створено галузеву радіолабораторію, директором якої призначено О. Мінца.
27 лютого 1931 року був заарештований за підозрою у контрреволюційній діяльності та шкідництві в галузі радіозв'язку в РСЧА. 6 червня 1931 року засуджений колегією ОДПУ до 5 років позбавлення волі, проте вже 18 липня того ж року звільнений достроково й відновлений на всіх посадах.
У 1932 році закінчив Московський інститут інженерів зв'язку. З 1934 року — професор цього ж інституту.
7 травня 1938 року головний інженер НДІ № 33 О. Л. Мінц знову заарештований і 28 травня 1940 року Військовою колегією Верховного суду СРСР засуджений до 10 років виправно-трудових таборів. Покарання відбував у спеціальному КБ НКВС, де займався розробкою найпотужнішої в світі короткохвильової станції РВ-96 потужністю 120 кВт. 10 липня 1941 року Постановою Президії Верховної Ради СРСР звільнений із зняттям судимості.
З 1941 року — начальник та головний інженер Будівництва № 15 Особбуду НКВС СРСР (спорудження надпотужної короткохвильової радіостанції в Куйбишеві). З серпня 1943 року — начальник Лабораторії спецтехніки 8-го відділення 4-го спецвідділу НКВС СРСР. У 1944 році отримав військове звання інженер-полковник.
У 1946 році О. Мінц організував та очолив Лабораторію № 11 (з 1951 року — Радіотехнічну лабораторію) АН СРСР, перетворену в 1957 році в Радіотехнічний інститут АН СРСР. До 1970 року обіймав посаду директора інституту.
З 1967 — голова Наукової ради АН СРСР з проблем прискорення заряджених часток. Основні праці — з теорії і методів розрахунку систем радіотелефонної модуляції, методів одержання великих потужностей радіомовних станцій, створення систем спрямованих антен, генераторних ламп, а також застосування радіотехніки і електроніки в прискорювачах заряджених часток. Керував проектуванням і будівництвом потужних радіостанцій (ім. Комінтерну, Куйбишевської та ін.), брав участь у створенні прискорювачів Об'єднаного інституту ядерних досліджень.
Помер 29 грудня 1974 року. Похований на Новодівочому цвинтарі в Москві.

## Нагороди
Указом Президії Верховної Ради СРСР від 20 квітня 1956 року удостоєний звання Героя Соціалістичної Праці з врученням ордена Леніна та золотої медалі «Серп і Молот».
Нагороджений чотирма орденами Леніна, двома орденами Трудового Червоного Прапора, двома орденами Червоної зірки та медалями.
Луареат двох Сталінських (1946, 1951) та Ленінської (1959) премій СРСР.
У 1950 році нагороджений золотою медаллю імені О. С. Попова АН СРСР.